# 소림사 (1982년 영화)
《소림사》(少林寺: Shaolin Temple)는 홍콩에서 제작된 장신염 감독의 1982년 액션 영화이다.
이연걸의 데뷔작이며 이연걸은 이 작품에서 주연으로 출연하였다.
이 작품은 등소평의 개혁개방정책 이후 당시 기지개를 펴던 대륙-홍콩 합작 영화로 대륙이 무대와 배우를 제공하고 홍콩의 스탭이 제작하는 방식이었다. 소림사 시리즈도 배우들은 모두 대륙인이지만, 제작사는 홍콩의 대 스튜디오인 쇼브라더스였고, 감독 및 제작자도 홍콩인이었다. 홍콩에서 1982년 1월21일 개봉 했으며 한국에서는 1983년 신정특선프로로서 서울 명보극장, 부산 동명극장, 대구 대구극장, 광주 제일극장에서 개봉되었다 . 당시 죽의 장막 뒤에 가려 있던 실제 소림사를 만천하에 공개하면서 폭발적인 인기를 끈다. 그 이전만해도 홍콩영화는 북중국을 배경으로 한 사찰신은 한국에서 로케를 할 정도였는데, 이 작품은 실제 소림사를 배경으로 찍었기 때문에 당연히 화제가 될 수밖에 없었다.

## 출연

### 주연
- 이연걸

### 조연
- 우해
- 우승혜
- 정람
- 호견강

## 같이 보기
- 중국의 영화 흥행 기록